# Muraltia divaricata
Muraltia divaricata är en jungfrulinsväxtart som beskrevs av Christian Friedrich Frederik Ecklon och Zeyh.. Muraltia divaricata ingår i släktet Muraltia och familjen jungfrulinsväxter. Inga underarter finns listade i Catalogue of Life.